# Chełmża (Landgemeinde)
Die gmina wiejska Chełmża ([ˈxɛwmʒa]) ist eine selbständige Landgemeinde in Polen im Powiat Toruński in der Woiwodschaft Kujawien-Pommern. Sie zählt 9811 Einwohner (31. Dezember 2020) und hat eine Fläche von 178,7 km², die zu 1 % von Wald und zu 89 % von landwirtschaftlicher Fläche eingenommen wird. Verwaltungssitz der Landgemeinde ist die Stadt Chełmża (deutsch Culmsee).

## Geographische Lage

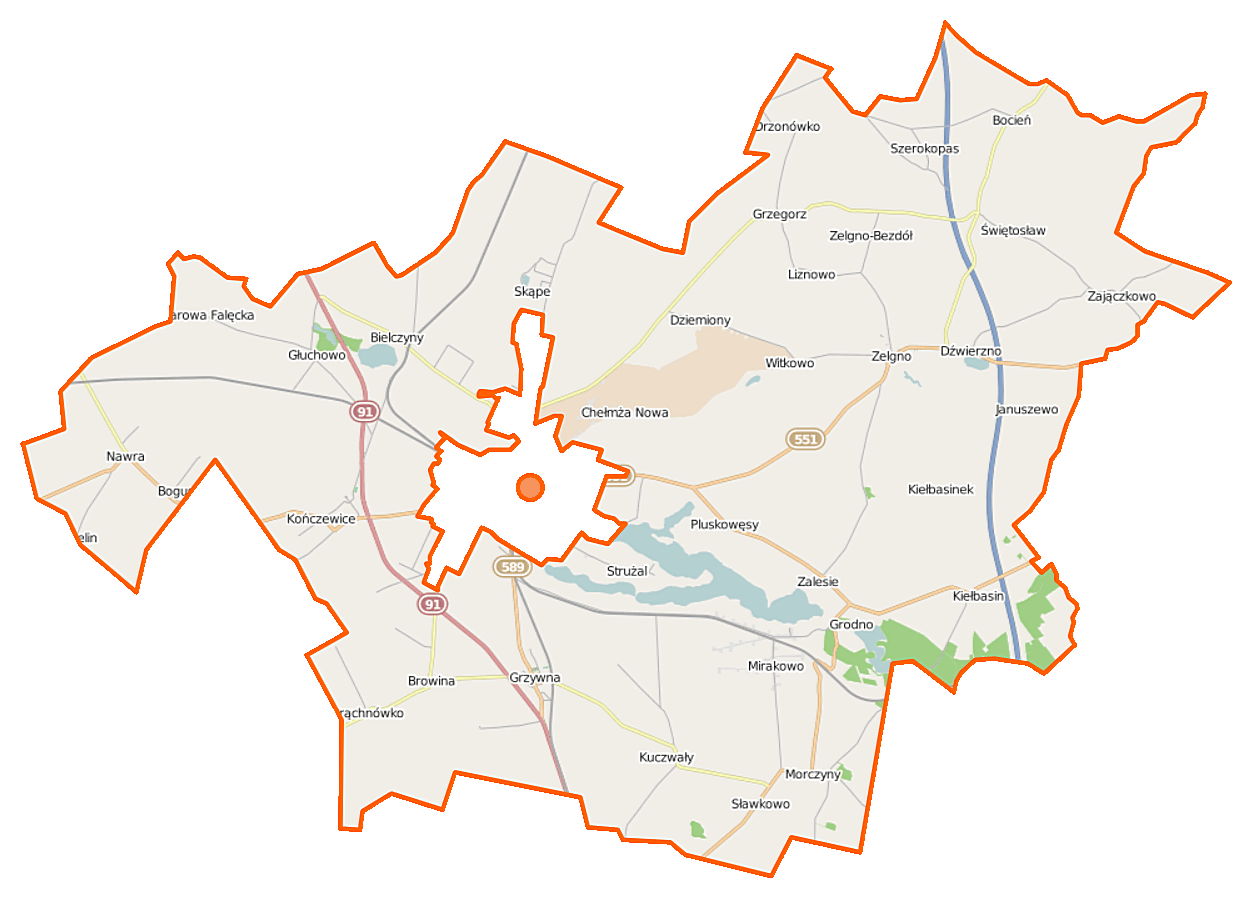
Karte der Gemeinde

Die Gemeinde liegt in der historischen Landschaft des Kulmerlandes, etwa 40 Kilometer südöstlich der Bezirkshauptstadt Bydgoszcz (Bromberg) und etwa 20 Kilometer nördlich von Toruń (Thorn). Ihr Gebiet umfasst die Stadt Chełmża vollständig.

## Gemeindegliederung
Die Landgemeinde umfasst 28 Ortschaften mit Schulzenamt und 3 weitere Ortschaften:
| polnischer Name | deutscher Name (1815–1920)        | deutscher Name (1939–1945)                   |
| --------------- | --------------------------------- | -------------------------------------------- |
| Bielczyny       | Bielczyny 1870–1920 Bildschön     | Bildschön                                    |
| Bocień          | Bottschin                         | 1939–1942 Bottschin 1942–1945 Botten         |
| Bogusławki      | Boguslawken                       | 1939–1942 Boguslawken 1942–1945 Ritterwall   |
| Brąchnówko      | Bruchnowko                        | 1939–1942 Bruchnowko 1942–1945 Fröben        |
| Browina         | Browina                           | 1939–1942 Browina 1942–1945 Gut Froben       |
| Drzonówko       | Drzonowko                         | 1939–1942 Drzonowko 1942–1945 Drenauhof      |
| Dziemiony       | Dziemiony 1870–1920 Dreilinden    | Dreilinden                                   |
| Dźwierzno       | Dzwierzno 1874–1920 Schwiersen    | Schwiersen                                   |
| Głuchowo        | Gluchowo 1866–1920 Glauchau       | Glauchau                                     |
| Głuchowo-Windak | Windak                            | 1939–1942 Windak 1942–1945 Windack           |
| Grodno          | Grodno                            | 1939–1942 Grodno 1942–1945 Groden            |
| Grzegorz        | Gregorsz 1867–1920 Falkenstein    | Falkenstein                                  |
| Grzywna         | Grzywna 1909–1920 Griffen         | Griffen                                      |
| Januszewo       | Janusch                           | 1939–1942 Janusch 1942–1945 Hansberg         |
| Kiełbasin       | Kielbasin                         | 1939–1942 Kielbasin 1942–1945 Worst          |
| Kończewice      | Konczewitz 1865–1920 Kunzendorf   | Kunzendorf                                   |
| Kuczwały        | Kuczwally                         | 1939–1942 Kuczwally 1942–1945 Kunzwalde      |
| Liznowo         | Elisenau                          | Elisenau                                     |
| Mirakowo        | Mirakowo                          | 1939–1942 Mirakowo 1942–1945 Merch           |
| Morczyny        | Morczyn 1902–1920 Mortschin       | 1939–1942 Mortschin 1942–1945 Merschen       |
| Nawra           | Nawra                             | 1939–1942 Nawra 1942–1945 Nefer              |
| Nowa Chełmża    | Neu Culmsee                       | Neukulmsee                                   |
| Parowa Falęcka  | Parowo                            | 1939–1942 Parowo 1942–1945 Dietrichsschlucht |
| Pluskowęsy      | Pluskowenz                        | 1939–1942 Pluskowenz 1942–1945 Pleuskewend   |
| Skąpe           | Alt Skompe 1901–1920 Hermannsdorf | Hermannsdorf                                 |
| Sławkowo        | Slawkowo 1867–1920 Friedenau      | Friedenau                                    |
| Strużal         | Strusal                           | Strusal                                      |
| Świętosław      | Wenzlau                           | Wenzlau                                      |
| Szerokopas      | Scherokopaß                       | 1939–1942 Scherokopaß 1942–1945 Schirkenpaß  |
| Witkowo         | Wittkowo                          | 1939–1942 Wittkowo 1942–1945 Wittkenfeld     |
| Zajączkowo      | Zajonskowo 1904–1920 Senzkau      | Senzkau                                      |
| Zalesie         | Zalesie                           |                                              |
| Zelgno          | Zelgno 1902–1920 Seglein          | Seglein                                      |
| Zelgno-Bezdół   |                                   |                                              |

## Persönlichkeiten
- Alexander von Gentzkow (1841–1910), preußischer General, geboren in Grzywna.
- Kurt von Kries (1848–1929), preußischer Landschaftsrat und Politiker, geboren auf Gut Friedenau.